# Ibrahim Sissoko (calciatore 1991)
Ibrahim Sissoko (Abidjan, 29 novembre 1991) è un calciatore ivoriano, centrocampista dello Sreenidi Deccan.

## Carriera

### Club
Nel 2010 viene acquistato dall'Académica, sottoscrivendo un contratto con scadenza nel 2013, e compie il suo esordio da calciatore professionista con la maglia dei Briosa lo stesso anno diventando tuttora un titolare inamovibile della prima squadra che milita in Primeira Liga.
Il 5 gennaio 2012 si trasferisce in Germania, dopo aver firmato un contratto con scadenza nel 2015, per giocare con la maglia del Wolfsburg.
Il 5 luglio si trasferisce, in prestito, in Grecia, per giocare la stagione 2012-2013 nelle file del Panathīnaïkos.
A fine stagione passa al Saint-Etienne e nel gennaio 2014 viene ceduto nuovamente in prestito al Deportivo de La Coruña.

## Statistiche

### Presenze e reti nei club
Statistiche aggiornate al 31 maggio 2014.
| Stagione         | Squadra                | Campionato       | Campionato | Campionato | Coppe nazionali | Coppe nazionali | Coppe nazionali | Coppe continentali | Coppe continentali | Coppe continentali | Altre coppe | Altre coppe | Altre coppe | Totale | Totale |
| Stagione         | Squadra                | Comp             | Pres       | Reti       | Comp            | Pres            | Reti            | Comp               | Pres               | Reti               | Comp        | Pres        | Reti        | Pres   | Reti   |
| ---------------- | ---------------------- | ---------------- | ---------- | ---------- | --------------- | --------------- | --------------- | ------------------ | ------------------ | ------------------ | ----------- | ----------- | ----------- | ------ | ------ |
| 2010-2011        | Académica              | PL               | 9          | 0          | TdP             | 2               | 0               |                    | -                  | -                  | TdL         | 1           | 0           | 12     | 0      |
| 2011-gen. 2012   | Académica              | PL               | 13         | 0          | TdP             | 3               | 0               |                    | -                  | -                  | TdL         | 2           | 0           | 18     | 0      |
| Totale Académica | Totale Académica       | Totale Académica | 22         | 0          |                 | 5               | 0               |                    |                    |                    |             | 3           | 0           | 30     | 0      |
| gen.-giu. 2012   | Wolfsburg              | BL               | 2          | 0          |                 | -               | -               |                    | -                  | -                  |             | -           | -           | 2      | 0      |
| 2012-2013        | Panathīnaïkos          | SL               | 28         | 2          | CdG             | 2               | 0               | UCL                | 4                  | 1                  | UEL         | 5           | 0           | 39     | 3      |
| 2013-2014        | Saint-Etienne          | L1               | 4          | 0          |                 | -               | -               |                    | -                  | -                  | UEL         | 1           | 0           | 5      | 0      |
| gen.-giu. 2014   | Deportivo de La Coruña | SD               | 16         | 1          |                 | -               | -               |                    | -                  | -                  |             | -           | -           | 16     | 1      |
| Totale carriera  | Totale carriera        | Totale carriera  | 72         | 3          |                 | 7               | 0               |                    | 4                  | 1                  |             | 9           | 0           | 92     | 4      |